# Terebellides stroemii
Terebellides stroemii Sars, 1835 è un polichete sedentario appartenente alla famiglia Trichobranchidae, ordine Terebellida. Vive su fondali fangosi.